# 해밀턴 O. 스미스
해밀턴 오서널 스미스(영어: Hamilton Othanel Smith, 1931년 8월 23일 ~ ) 박사는 미국의 미생물학자이다. 1978년에 제한 효소의 발견과 분자유전학에 이를 응용한 공로를 인정받아 베르너 아르버, 대니얼 네이선스와 함께 노벨 생리학·의학상을 수상했다.

## 학력
- 1944년 ~ 1948년:유니버시티 래버러토리 고등학교 (졸업)
- 1948년 ~ 1950년:일리노이 대학교 어배너-섐페인 수학과 (편입)
- 1950년 ~ 1952년:캘리포니아 대학교 버클리 수학과 (학사)
- 1952년 ~ 1956년:존스홉킨스 대학교 의과대학원 의학 (박사)

## 수상 경력
- 1978년 : 노벨 생리학·의학상

## 참고 문헌
- Lagerkvist, U (October 1978). “To split a gene”. 《Läkartidningen》 (스웨덴어) 75 (43): 3892–4. PMID 279742.